# Anovulation
Un cycle menstruel anovulatoire (anovulation) est un cycle durant lequel aucun ovocyte n’est libéré par les ovaires. Il n’y a donc pas d’ovulation. Il est bon à savoir que ceci n’est pas nécessairement caractéristique de la ménopause.

## Description
Toutes les femmes n’ovulent pas systématiquement lors de chaque cycle menstruel : parfois les saignements se succèdent sans qu'il y ait eu d'ovule libéré. Ces saignements intermenstruels sont des saignements de trop plein qui permettent de libérer la paroi utérine de l'excès d'endomètre pour lui permettre de garder une épaisseur adaptée à la nidation. Le cycle peut comporter plusieurs tentatives d'ovulation avant qu'une ovulation n'aboutisse. Un ou plusieurs épisodes de saignements peuvent se succéder avant la réussite de cette ovulation. 
Cependant, il est possible de stimuler l’ovulation dans environ 90 % des cas grâce à une médication appropriée avec de bonnes chances de réussite. Pour cela, la première étape est de diagnostiquer l’anovulation. En général les patientes s’en rendent compte lorsqu’elles décident de fonder une famille, et à ce moment le temps leur est compté. Et ceci n’est pas toujours facile car certaines femmes voient quand même des saignements, plus ou moins réguliers. La courbe de température peut s’avérer être un outil indispensable pour orienter le gynécologue lors du diagnostic.

## Causes
Outre les cas d'aménnorrhée de lactation, il y a trois causes possibles : 
1. Un déséquilibre hormonal ou chimique, cause la plus fréquente (cela représente 70 % des cas);
2. Un problème fonctionnel, comme un mauvais fonctionnement des ovaires, dans 10 à 15 % des cas (ceci pourrait être dû à un choc émotionnel par exemple);
3. Les ovaires ont subi des lésions physiques, sont absents ou ne contiennent pas d’ovules, ou présentent une anomalie congénitale. Ces problèmes représentent 10 à 15 % des cas d’anovulation.

## Détection des cycles anovulatoires

### Les symptômes de l’anovulation
L’anovulation est accompagnée de certains symptômes. Il est important de noter cependant qu’ils ne se manifestent pas tous nécessairement en même temps :
- Absence de règles ou aménorrhée chez environ 20 % des femmes qui ont des problèmes d’ovulation.
- Règles peu fréquentes ou peu abondantes chez environ 40 % des femmes ayant des problèmes d’ovulation.
- Règles irrégulières c’est-à-dire dont la longueur des cycles est variable (5 cycles par an sont 5 jours plus longs que la moyenne pour ces femmes).
- Une absence de sensibilité ou des douleurs aux seins  se retrouvent chez environ 20 % des femmes ayant des problèmes d’ovulation.
- Un développement de la pilosité corporelle ou faciale (ce problème est facile à traiter et est souvent associé au syndrome de Stein-Leventhal - SOPK).

### Lestests d’ovulationet lacourbe de température
Il existe des tests d’ovulation qui permettent de suspecter que la date d’ovulation approche. Certains détectent le pic de LH qui précède l’ovulation et d’autres utilisent la méthode de la courbe de température. Il est bon à noter cependant que certaines femmes ont naturellement de faibles niveaux d’hormones, dont la LH, alors que d’autres ont des niveaux plus élevés (SOPK en particulier). 
Les tests basés sur la LH risquent alors de leur fournir de faux négatifs et de faux positifs, respectivement. Le Docteur Freundl de l’Université de Heidelberg souligne que les méthodes utilisant la LH comme référence manquent de spécificité et de sensibilité
Tracer sa courbe de température basale permet de détecter sa date d’ovulation grâce au changement de température qui accompagne cet évènement. Il s’agit de la meilleure technique pour confirmer que l’ovulation a bien eu lieu ou qu’elle est absente,.

## Problèmes fonctionnels
Il en existe de différents types :
- Les ovaires cessent de fonctionner dans 5 % des cas. Il arrive que l’ovaire ne contienne pas d’ovules et qu’il ne réagisse pas aux médicaments. Cependant, le blocage complet de la fonction ovarienne est rarement une cause d’infertilité. Exceptionnellement, l’ovaire bloqué se remet à ovuler pour des raisons inconnues. En général les patientes avec une aménorrhée hypogonadotrophique ont une sécrétion de GnRH quasi nulle, et ceci est très rarement dû à un problème au niveau de l’hypophyse[4].
- Un choc émotionnel important peut également affecter de façon temporaire le fonctionnement du cerveau de sorte que l’hypothalamus cesse de fonctionner normalement. Cela arrive moins souvent que ce que les couples infertiles s’imaginent. En effet, il faudrait un choc émotionnel particulièrement violent ou traumatisant pour que ce soit le cas.
- L’ovulation peut se produire sans que le follicule n’éclate, ou inversement, le follicule peut éclater sans libérer d’ovule. Cela est appelé le syndrome du follicule non rompu lutéinisé. Le Dr Letouzey  du CHU Arnaud-de-Villeneuve  décrit la prise en charge d’un couple par FIV et discute les différentes approches envisagées face à un tel diagnostic[5].

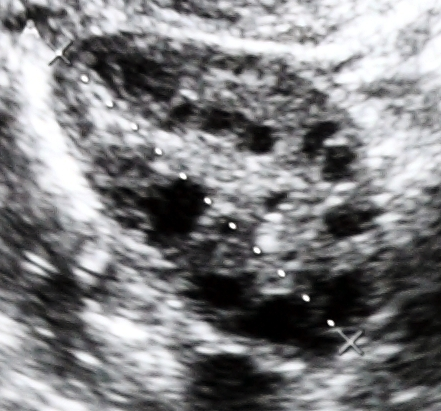
Ovaire polykystique vu aux ultra-sons.

- Les ovaires ont subi des lésions physiques ou contiennent de nombreux kystes affectant leur fonctionnement. Il s’agit de dystrophie ovarienne dans ce cas. Les patientes ayant le syndrome de Stein-Leventhal (ou des ovaires polykystiques, SOPK) souffrent elles aussi d’anovulation[6]. La dysfonction ovulatoire dans le syndrome des OPK est la cause principale des cas d’anovulation[7],[8]. Dans jusqu'à 90 % des cas, l’anovulation est causée par le syndrome des OPK, déséquilibre hormonal généralement héréditaire.
- La perte de poids ou l’anorexie peuvent déséquilibrer les niveaux hormonaux, et entraîner une anovulation. Il est possible que ce soit un mécanisme de protection. En effet une grossesse, lorsque la maman est trop faible, pourrait avoir des risques sur sa santé et celle de son futur bébé. À l’opposé la prise de poids peut aussi créer des dysfonctionnements ovulatoires. Le Dr Barbieri indique que les cas d’anovulations sont assez fréquents chez les femmes ayant un IMC (indice de masse corporelle) supérieur à 27 kg/m2[9],[10],[11]. Malheureusement l’excès de poids a non seulement un effet négatif sur l’ovulation en elle-même[12], mais aussi sur l’efficacité des traitements et des résultats de la reproduction médicalement assistée[12],[13].

## Traitements
Les traitements disponibles pour traiter l’anovulation sont d’une efficacité remarquable. Il est facile de stimuler les ovaires, et dans 90 % des cas, l’ovulation peut être provoquée grâce à une médication adéquate.  L’ESHRE (European Society for Human Reproduction and Embryology) souligne que le but du traitement de l’anovulation est bien la mono-ovulation et non la surstimulation des ovaires. Les risques associés avec les grossesses multiples sont bien plus importants que lors des grossesses simples, il est donc important d’adapter le traitement à chaque patiente. De plus, les risques associés aux grossesses multiples sont nombreux, et la mortalité périnatale est 7 fois plus importante lors de naissance de triplets, et 5 fois supérieure lors de la naissance de jumeaux comparée à ceux associés à la naissance d’un enfant unique,. 
- Le médicament le plus utilisé pour traiter l’anovulation est le citrate de clomifène (connu sous le nom de Clomid), utilisé depuis 1960[17]. Il fut tout d’abord utilisé pour traiter les cas d’oligoménorrhée, et son utilisation s’est depuis étendue au traitement de l’anovulation[18].  Son utilisation est assez simple et son administration pratique ; ce qui a contribué à son succès[19].  Le citrate de clomifène a un effet anti-œstrogénique. Il semble stimuler l’hypophyse et donc influer les ovaires[20]. Il a parfois également un effet sur la glaire cervicale et la muqueuse utérine, qui risque de compliquer la pénétration et la survie des spermatozoïdes. D’où le fait qu’il soit administré en début de cycle. Le citrate de clomifène est très efficace pour induire l’ovulation avec un taux de réussite de 67 %. Toutefois, son efficacité sur le taux de grossesse est plus faible avec un taux de réussite de 37 %. Le Dr Kousta du London Imperial College explique cette différence de résultat par l’effet anti-œstrogénique du clomifène sur l’endomètre, la glaire cervicale, la circulation sanguine utérine, la réduction de la motilité des trompes de Fallope et la maturité ovocytaire[21]. Une autre molécule anti-œstrogénique, le tamoxifène, est utilisée dans la prévention et le traitement du cancer du sein. Celle-ci pourrait être utilisée chez les patentes ayant des réactions allergiques au clomifène[22].
- La gonadotrophine chorionique humaine (hCG) est une molécule similaire à la LH, l’hormone principale sécrétée par l’hypophyse lors de l’ovulation. En soi, l’hCG n’a pas une grande utilité, mais combinée au clomifène, elle stimule la libération de l’ovocyte par le follicule ovarien. Les résultats associés à cette méthode sont très encourageants[23]. L’hCG ne doit être administrée qu’à un moment très précis du cycle, autour de la date d’ovulation, et que si le problème se situe au niveau de la libération de l’ovocyte.
- La gonadotrophine ménopausique humaine (hMG) possède une action très puissante et est utilisée dans le traitement de l’infertilité. Elle est constituée d’un mélange égal de LH et de FSH. À partir de la ménopause, le corps se met à produire énormément de LH et de FSH dû au ralentissement de l’activité ovarienne. Cet excédent d’hormones n’est pas utilisé par l’organisme et est évacué dans l’urine. L’hMG est donc synthétisée à partir d’urines de femmes ménopausées. Ces urines sont naturellement purifiées et traitées chimiquement. Elle induit les ovaires à stimuler plusieurs follicules ovariens, ce qui augmente le risque de produire plusieurs ovules durant un même cycle et donc de grossesse gémellaire, voire multiple.
- L’hormone folliculo-stimulante (FSH ou FSH recombinante) agit désormais comme substitut à l’hMG. Bien que l’hMG soit un mélange de LH et de FSH, le principe actif de l’hMG est la FSH. Il était précédemment impossible de produire de la FSH pure. La FSH est administrée comme l’hMG et nécessite un suivi médical. De plus, elle doit être administrée à un moment précis du cycle, d’où l’intérêt de bien connaître son cycle menstruel : savoir quand seront les prochaines règles et le date d’ovulation. Elle est parfois utile pour les femmes ayant des ovaires polykystiques (OPK).
- La pompe à GnRH (Gonadotrophine Releasing Hormone) délivre des doses de GnRH de façon pulsatile. Cette hormone, synthétisée par l’hypothalamus, stimule la sécrétion de LH et de FSH par l’hypophyse. La GnRH doit être livrée de façon pulsatile afin d’imiter le mieux possible le mécanisme sécrétoire de l’hypothalamus dans le but de tromper l’hypophyse de sorte qu’elle produise de la LH et de la FSH. La pompe à GnRH a la taille d’une boite de cigarettes et possède un mini cathéter. Contrairement aux autres traitements, celui-ci ne cause que très rarement des grossesses multiples, le Dr Filicori de l’Université de Bologne suggère que ceci peut être dû au fait que les gonadotrophines sont absentes lors de la prise du traitement et que les hormones libérées par l’hypophyse (LH et FSH ) peuvent toujours participer au mécanisme de rétrocontrôle sécrétoire des gonadotrophines, assurant ainsi un mécanisme proche d’un cycle menstruel naturel[10]. Ce traitement peut aussi être utilise pour les patientes en sous-poids, et ou avec des problèmes d’anorexie[24], et dans certains cas d’hyperprolactinémie.
- La bromocriptine agit de manière différente par rapport aux traitements mentionnés ci-dessus. Elle ne stimule pas l’ovulation mais ralentit plutôt la production de prolactine par l’hypophyse[25]. Elle n’est prescrite qu’en cas de surproduction de prolactine (ou hyperrpolatinemie).
- Les corticostéroïdes (utilisés généralement comme anti-inflammatoires)  peuvent être utiles pour traiter l’anovulation si celle-ci résulte d’une hyperproduction d’hormones masculines par les glandes surrénales. Les corticostéroïdes sont prescrits dans ce cas pour freiner la production de testostérone.
- La metformine, un biguanide oral utilisé pour traiter le diabète de type 2 a montré des résultats très prometteurs chez certaines patientes avec des PCOS[26],[27],[28],[29].  Le Dr Palomba de l’Université Magna Graecia de Catanzaro prouve que les résultats sont meilleurs après 6 cycles de traitement à la metformine par rapport au clomifène chez les femmes ayant le SOPK mais non obèses[22]. Certaines équipes remettent en question l’efficacité de la metformine. et il semble nécessaire de conduire des études plus poussées pour déterminer sa réelle efficacité : Prof Adam Balen souligne que « malgré des débuts très prometteurs, le rôle de la metformine et des autres molécules utilisées pour réduire les taux d’insuline chez les patientes souffrant de SOPK n’est pas très clair »[30]. Une étude récente indique que le traitement à la metformine est plus approprié que la diathermie ovarienne[25]. La metformine peut être utilisée en association avec le clomifène et dans ce cas son efficacité est 3,5 fois supérieure à celle d’un placebo[31],[29]
- Plusieurs études indiquent que dans certains cas un simple changement d’hygiène pourrait aider certaines patientes qui souffrent d’anovulation. Un nutritionniste peut par exemple aider une jeune femme souffrant d’anorexie à reprendre le poids nécessaire à la remise en route de son  système reproducteur. Inversement, une jeune femme en surpoids qui arriverait à perdre du poids en contrôlant son alimentation et en augmentant son activité physique pourrait aussi dans certains cas remédier au problème d’anovulation (une perte de 5 % de la masse corporelle pourrait être suffisante). Dans ce cas, on ne retrouve pas les risques de grossesse multiple. Mais il a été souvent remarqué par les médecins traitant les patientes souffrant du SOPK qu’il leur était très difficile de perdre du poids.